# ادوارد کلارک (بازیکن فوتبال)
ادوارد کلارک (انگلیسی: Edward Clarke؛ زادهٔ ۱۸۷۱) بازیکن فوتبال اهل بریتانیا است.
از باشگاه‌هایی که در آن بازی کرده‌است می‌توان به باشگاه فوتبال بیرمنگام سیتی اشاره کرد.